# Metal (Manilla Road)
Metal è il secondo album dei Manilla Road, pubblicato nel 1982 dalla Roadster Records del cantante Mark Shelton. Segna un'evoluzione dal sound ancora grezzo del precedente Invasion, verso l'heavy metal dalle ritmiche più sostenute che caratterizzerà anche il successivo Crystal Logic. Queen of the Black Coast è un tributo a R.E. Howard, creatore della saga di Conan il barbaro.

## Tracce
1. Enter the Warrior – 5:18
2. Defender – 2:02
3. Queen of the Black Coast – 4:23
4. Metal – 6:10
5. Out of Control with Rock & Roll – 4:15
6. Cage of Mirrors – 8:40
7. Far Side of the Sun – 4:55

## Formazione
- Mark Shelton - voce e chitarra
- Scott Park - basso
- Rick Fisher - batteria e cori